# ریچارد نلسون
ریچارد نلسون (انگلیسی: Richard Nelson؛ زادهٔ ۱۷ اکتبر ۱۹۵۰) نمایش‌نامه‌نویس اهل ایالات متحده آمریکا است. وی برندهٔ جوایزی همچون جایزه تونی و جایزه لارنس الیویه شده‌است.